# فالير (مونتانا)
فالير (بالإنجليزية: Valier, Montana)‏ هي بلدة تقع في مقاطعة بونديرا، مونتانا بولاية مونتانا في الولايات المتحدة. تبلغ مساحتها 2.38 (كم²)، وترتفع عن سطح البحر 1163 م، بلغ عدد سكانها 509 نسمة في عام 2010 حسب إحصاء مكتب تعداد الولايات المتحدة وتصل الكثافة السكانية فيها 213.6 نسمة/كم2.

## التركيبة السكانية
قام مكتب تعداد الولايات المتحدة بتحديد بيانات التركيبة السكانية لفالير في تعداد الولايات المتحدة. في ما يلي، التركيبة السكانية حسب تعدادي 2000 و2010.

### تعداد عام 2000
بلغ عدد سكان فالير 498 نسمة بحسب تعداد عام 2000، وبلغ عدد الأسر 220 أسرة وعدد العائلات 143 عائلة مقيمة في البلدة. في حين سجلت الكثافة السكانية 418.5 نسمة لكل ميل مربع (161.6/كم2). وبلغ عدد الوحدات السكنية 275 وحدة بمتوسط كثافة قدره 231.1 نسمة لكل ميل مربع (89.2/كم2).
وتوزع التركيب العرقي للبلدة بنسبة 92.17% من البيض و 5.22% من الأمريكيين الأصليين و 2.61% من عرقين مختلطين أو أكثر.
بلغ عدد الأسر 220 أسرة كانت نسبة 29.5% منها لديها أطفال تحت سن الثامنة عشر تعيش معهم، وبلغت نسبة الأزواج القاطنين مع بعضهم البعض 53.2% من أصل المجموع الكلي للأسر، ونسبة 7.3% من الأسر كان لديها معيلات من الإناث دون وجود شريك، وكانت نسبة 35.0% من غير العائلات. تألفت نسبة 33.2% من أصل جميع الأسر من أفراد ونسبة 18.6% كانوا يعيش معهم شخص وحيد يبلغ من العمر 65 عاماً فما فوق. وبلغ متوسط حجم الأسرة المعيشية 2.87، أما متوسط حجم العائلات فبلغ 2.26.
بلغ العمر الوسطي للسكان 43 عاماً. وكانت نسبة 24.5% من القاطنين تحت سن الثامنة عشر، وكانت نسبة 5.0% بين الثامنة عشر والأربعة وعشرون عاماً، ونسبة 24.1% كانت واقعةً في الفئة العمرية ما بين الخامسة والعشرون حتى والأربعة وأربعون عاماً، ونسبة 26.1% كانت ما بين الخامسة والأربعون حتى الرابعة والستون، ونسبة 20.3% كانت ضمن فئة الخامسة والستون عاماً فما فوق. يوجد لكل 100 أنثى 105.8 ذكر، ويوجد لكل 100 أنثى في الثامنة عشر من عمرها فما فوق 94.8 ذكر.
بلغ متوسط دخل الأسرة في البلدة 30,000 دولار، أما متوسط دخل العائلة فبلغ 36,750 دولار. وكان متوسط دخل الذكور 25,156 دولار مقابل 16,875 دولار للإناث. وسجل دخل الفرد الخاص بالبلدة 14,862 دولار. وكانت نسبة 7.9% من العائلات ونسبة 8.4% من السكان تحت خط الفقر، وكان من هؤلاء نسبة 3.5% تحت سن الثامنة عشر ونسبة 17.0% في الخامسة والستين من العمر وما فوق.

### تعداد عام 2010
بلغ عدد سكان فالير 509 نسمة بحسب تعداد عام 2010، وبلغ عدد الأسر 234 أسرة وعدد العائلات 138 عائلة مقيمة في البلدة. في حين سجلت الكثافة السكانية 553.3 نسمة لكل ميل مربع (213.6/كم2). وبلغ عدد الوحدات السكنية 284 وحدة بمتوسط كثافة قدره 308.7 لكل ميل مربع (119.2/كم2).
وتوزع التركيب العرقي للبلدة بنسبة 87.4% من البيض و 8.1% من الأمريكيين الأصليين و 0.6% من الأمريكيين ذوي الأصول الآسيوية و 3.9% من عرقين مختلطين أو أكثر.
بلغ عدد الأسر 234 أسرة كانت نسبة 22.6% منها لديها أطفال تحت سن الثامنة عشر تعيش معهم، وبلغت نسبة الأزواج القاطنين مع بعضهم البعض 46.6% من أصل المجموع الكلي للأسر، ونسبة 8.5% من الأسر كان لديها معيلات من الإناث دون وجود شريك، بينما كانت نسبة 3.8% من الأسر لديها معيلون من الذكور دون وجود شريكة وكانت نسبة 41.0% من غير العائلات. تألفت نسبة 37.6% من أصل جميع الأسر من أفراد ونسبة 17.1% كانوا يعيش معهم شخص وحيد يبلغ من العمر 65 عاماً فما فوق. وبلغ متوسط حجم الأسرة المعيشية 2.88، أما متوسط حجم العائلات فبلغ 2.18.
بلغ العمر الوسطي للسكان 47.3 عاماً. وكانت نسبة 21.8% من القاطنين تحت سن الثامنة عشر، وكانت نسبة 7.3% بين الثامنة عشر والأربعة وعشرون عاماً، ونسبة 17.6% كانت واقعةً في الفئة العمرية ما بين الخامسة والعشرون حتى والأربعة وأربعون عاماً، ونسبة 31.9% كانت ما بين الخامسة والأربعون حتى الرابعة والستون، ونسبة 21.4% كانت ضمن فئة الخامسة والستون عاماً فما فوق. وتوزع التركيب الجنسي للسكان بنسبة 48.1% ذكور و51.9% إناث.

## وصلات خارجية
- The US50 - Cities and Towns in Montana State
- Montana Cities and Towns, Facts, Map, Flag, Colleges, Government, and More